# En svindlande affär
En svindlande affär (franska: Échappement libre) är en fransk-Italiensk-spansk-tysk kriminalfilm från 1964 i regi av Jean Becker.

## Rollista i urval
- Jean-Paul Belmondo - David Ladislas
- Jean Seberg - Olga Celan
- Gert Fröbe - Fehrmann
- Jean-Pierre Marielle - Van Houde
- Enrico Maria Salerno - Mario
- Renate Ewert - grevinnan
- Diana Lorys - Rosetta
- Fernando Rey - polisen
- Wolfgang Preiss - Grenner
- Michel Beaune - Daniel
- Giacomo Furia - Nino
- Roberto Camardiel - Stephanidès